# Sebastián Farfán
Sebastián Andrés Farfán Salinas (Valparaíso, 3 de febrero de 1988) es un profesor de historia y político chileno, militante del Frente Amplio y Consejero Regional de la Región de Valparaíso por la provincia de Marga Marga. 

## Biografía
Sebastián Farfán nació en el Cerro Playa Ancha, en Valparaíso, y desde los 5 años creció en la localidad de Quilpué. Estudió en el Liceo Juan XXIII de El Belloto, donde llegó a ser presidente del Centro de Alumnos el año 2005.

## Carrera política

### Dirigente universitario
El año 2007, Farfán ingresó a la carrera de Pedagogía en Historia y Ciencias Sociales en la Universidad de Valparaíso. Fue en ese período que integró y ayudó a conformar el movimiento político estudiantil local llamado "Estudiantes Movilizados", con los cuales disputaron las elecciones de federación estudiantil que se llevaron a cabo entre el 16 y el 19 de noviembre del año 2010. Durante las votaciones, hubo una participación del 42% del quórum, teniendo como resultado la elección de Sebastián Farfán como Secretario General de la Federación de Estudiantes de la Universidad de Valparaíso por el 51,5% de los votos, cargo que ocupó hasta noviembre del año siguiente.
De esta forma, Farfán se convirtió en integrante y vocero de la Confederación de Estudiantes de Chile (Confech), teniendo un rol importante durante las movilizaciones estudiantiles del año 2011, en las que la federación que él lideró estuvo catalogada entre las más radicales al interior de la Confech. En octubre del año 2011, Farfán fue representante de la Confech en una gira en Europa que tuvo como objetivo visibilizar las luchas y demandas estudiantiles.
Al año siguiente, Farfán sería uno de los miembros fundadores de Unión Nacional Estudiantil, un movimiento político estudiantil que sería fruto de la fusión de distintos movimientos locales a lo largo del país. Este proceso de unificación había comenzado el año anterior, al alero de las movilizaciones, y se consolidó a través de un congreso fundacional que comenzó en agosto de 2012 y culminó los días 19 y 20 de octubre del año 2012 en un acto presencial en Santiago. Dentro de las determinaciones tomadas por el nuevo movimiento, estuvo la denominación de Farfán como el primer Secretario General del movimiento.

#### Candidato a diputado
El año 2013, la Unión Nacional Estudiantil decidió disputar las elecciones parlamentarias y formar parte del pacto electoral Todos a La Moneda, teniendo al economista Marcel Claude como candidato presidencial. En tanto, Sebastián Farfán fue definido como candidato a diputado por el entonces distrito electoral n°13, que componía a las comunas de Valparaíso, Juan Fernández e Isla de Pascua. En ese mismo período, otros ex dirigentes estudiantiles de la Confech se habían presentado como candidatos al parlamento, entre los cuales estaban Gabriel Boric, Camila Vallejo y Giorgio Jackson. En el caso de Farfán, su candidatura no culminó en una victoria electoral, posiblemente debido a la presencia de otros candidatos de izquierda importantes en el distrito, como Daniela López de Izquierda Autónoma y Jorge Coulón, cofundador del conjunto Inti-Illimani.

### Dirigente político

#### Nueva Democracia

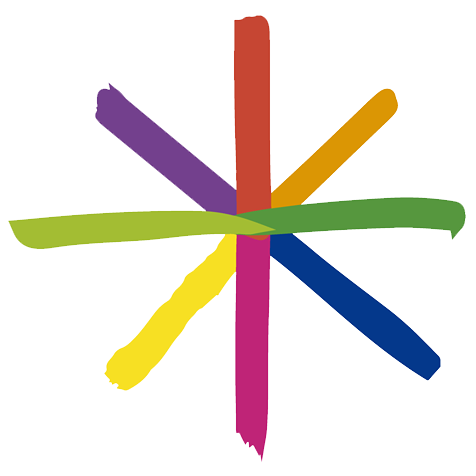
Logotipo de Nueva Democracia.

Durante el año 2017, Farfán fue uno de los dirigentes y militantes que impulsó la creación del partido Nueva Democracia, del cual fueron parte figuras como el sindicalista Cristián Cuevas y la actual alcaldesa Carla Amtmann, que también fue una de las fundadoras de la Unión Nacional Estudiantil. Esta organización siguió existiendo, pero ahora como el brazo estudiantil de Nueva Democracia.
En las Elecciones parlamentarias y presidenciales del año 2017, el movimiento político de Nueva Democracia sufrió varias derrotas en algunos de sus principales frentes: su candidato presidencial en las primarias del Frente Amplio, Alberto Mayol, no fue electo. El Frente Amplio alcanzó 21 escaños, pero ninguno era militante de Nueva Democracia. Esto llevó a una crisis y cuestionamientos al interior del movimiento tras las votaciones de noviembre, lo que llevó a evaluar la disolución del movimiento y la migración de la militancia a otros partidos del conglomerado. En este período, Sebastián Farfán adoptó la postura de converger con Movimiento Autonomista, movimiento que consideró más a la izquierda al interior del pacto del Frente Amplio.

#### Convergencia Social
El año 2018, el Movimiento Autonomista; Izquierda Libertaria; Nueva Democracia; y Socialismo y Libertad confluyeron para crear un nuevo y mayor partido, el cual pasó a ser conocido como Convergencia Social. En mayo eligieron a su primera mesa ejecutiva y en noviembre del mismo año tuvo lugar el hito fundacional del nuevo partido político. En los años siguientes, Sebastián Farfán ejerció el rol de Encargado político de Convergencia Social en Quilpué.
Durante la estallido social, Farfán respaldó y participó de las manifestaciones de la ciudadanía, denunciando la represión policial bajo el gobierno de Sebastián Piñera. Ante el masivo número de víctimas y heridos, sumado a las decenas de víctimas fatales, Farfán defendió la postura política de dialogar con los sectores oficialistas para llevar a una salida pacífica de la crisis social, respaldando así el acuerdo por la paz firmado por distintos sectores políticos, entre ellos el entonces diputado Gabriel Boric.

### Consejero Regional
En agosto de 2021 Sebastián Farfán inscribió en Servel su candidatura para disputar el cargo de Consejero Regional, la cual no fue confirmada hasta mediados de septiembre debido al conflicto técnico en las inscripciones de los candidatos del Frente Amplio. La candidatura de Farfán fue respaldada por su partido y movimientos como el proyecto La Comuna de la provincia de Marga Marga y del gobernador regional Rodrigo Mundaca. El resultado de las votaciones fue favorable para el candidato, siendo electo por una amplia mayoría y obteniendo la primera mayoría en cantidad de votos del distrito.

## Historia electoral

### Elecciones parlamentarias de 2013
- Elecciones parlamentarias de 2013 a Diputado por el distrito 13 (Valparaíso, Isla de Pascua y Juan Fernández) [23]

| Candidato                   | Pacto                         | Partido | Votos  | %     | Resultado |
| --------------------------- | ----------------------------- | ------- | ------ | ----- | --------- |
| Aldo Cornejo González       | Nueva Mayoría                 | PDC     | 34 406 | 29,69 | Diputado  |
| Joaquín Godoy Ibáñez        | Alianza                       | RN      | 24 987 | 21,56 | Diputado  |
| Jorge Coulón Larrañaga      | Nueva Mayoría                 | ILC     | 21 336 | 18,41 |           |
| Jaime Barrientos Ramírez    | Alianza                       | UDI     | 13 436 | 11,59 |           |
| Daniela López Leiva         | Independiente                 | IND     | 7631   | 6,58  |           |
| Sebastián Farfán Salinas    | Partido Humanista             | PH      | 7302   | 6,30  |           |
| José Andrés González Neira  | Si tú quieres, Chile cambia   | PRO     | 4346   | 3,75  |           |
| José Andrés Otarola Cáceres | Nueva Constitución para Chile | PI      | 2459   | 2,12  |           |

### Elecciones de consejeros regionales de 2021
Elecciones de consejeros regionales de la provincia de Marga Marga de la región de Valparaíso de 2021
| Candidato                      | Pacto                         | Partido | Votos  | %     | Resultados         |
| ------------------------------ | ----------------------------- | ------- | ------ | ----- | ------------------ |
| Sebastián Farfán Salinas       | Frente Amplio                 | CS      | 14.704 | 11,15 | Consejero Regional |
| Sebastián Balbontín Bustamante | Frente Amplio                 | RD      | 9.589  | 7,27  | Consejero Regional |
| Christian Cárdenas Silva       | Democracia Ciudadana          | PDC     | 8.027  | 6,09  |                    |
| Percy Marin Vera               | Chile Vamos                   | RN      | 7.013  | 5,32  | Consejero Regional |
| María Herrera Silva            | Chile Vamos                   | RN      | 6.850  | 5,20  |                    |
| Emmanuel Olfos Vargas          | Chile Vamos                   | UDI     | 6.498  | 4,93  |                    |
| Marcos Tricallotis Campaña     | Republicanos e Independientes | PRCh    | 5.719  | 4,34  | Consejero Regional |